# GP Eric De Vlaeminck 2017
De 13e editie van de GP Eric De Vlaeminck in Heusden-Zolder werd gehouden op 26 december 2017. De wedstrijd maakte deel uit van de wereldbeker veldrijden 2017-2018. Titelverdedigers waren de Belg Wout van Aert en de Nederlandse Marianne Vos. Dit jaar won Mathieu van der Poel en bij de vrouwen won Sanne Cant; zij bleven tevens leiders in de wereldbeker.

## Mannen elite

### Uitslag
| Plaats | Naam                   | Ploeg                          | Tijd     |
| ------ | ---------------------- | ------------------------------ | -------- |
| 1      | Mathieu van der Poel   | Beobank-Corendon               | 1u03'16" |
| 2      | Laurens Sweeck         | ERA-Circus                     | + 33"    |
| 3      | Wout van Aert          | Crelan-Charles                 | z.t.     |
| 4      | Lars van der Haar      | Telenet-Fidea Lions            | + 1'18"  |
| 5      | Daan Soete             | Telenet-Fidea Lions            | + 1'39"  |
| 6      | Corné van Kessel       | Telenet-Fidea Lions            | + 1'54"  |
| 7      | Tim Merlier            | Crelan-Charles                 | + 1'55"  |
| 8      | Toon Aerts             | Telenet-Fidea Lions            | + 1'58"  |
| 9      | Michael Vanthourenhout | Marlux-Napoleon Games          | + 2'07"  |
| 10     | Jens Adams             | Pauwels Sauzen-Vastgoedservice | + 2'40"  |

| Pos. | Punten | Pos. | Punten |
| ---- | ------ | ---- | ------ |
| 1    | 200    | 27   | 33     |
| 2    | 160    | 28   | 32     |
| 3    | 140    | 29   | 31     |
| 4    | 120    | 30   | 30     |
| 5    | 110    | 31   | 29     |
| 6    | 100    | 32   | 28     |
| 7    | 90     | 33   | 27     |
| 8    | 80     | 34   | 26     |
| 9    | 70     | 35   | 25     |
| 10   | 60     | 36   | 24     |
| 11   | 58     | 37   | 23     |
| 12   | 56     | 38   | 22     |
| 13   | 54     | 39   | 21     |
| 14   | 52     | 40   | 20     |
| 15   | 50     | 41   | 19     |
| 16   | 48     | 42   | 18     |
| 17   | 46     | 43   | 17     |
| 18   | 44     | 44   | 16     |
| 19   | 42     | 45   | 15     |
| 20   | 40     | 46   | 14     |
| 21   | 39     | 47   | 13     |
| 22   | 38     | 48   | 12     |
| 23   | 37     | 49   | 11     |
| 24   | 36     | 50   | 10     |
| 25   | 35     | 51-  | 5      |
| 26   | 34     |      |        |

## Vrouwen elite

### Uitslag
| Plaats | Naam                   | Ploeg               | Tijd   |
| ------ | ---------------------- | ------------------- | ------ |
| 1      | Sanne Cant             |                     | 42'24" |
| 2      | Katie Compton          |                     | + 3"   |
| 3      | Eva Lechner            |                     | + 7"   |
| 4      | Pauline Ferrand-Prévot | Canyon-SRAM         | + 16"  |
| 5      | Marianne Vos           | WM3 Pro Cycling     | + 24"  |
| 6      | Lucinda Brand          | Team Sunweb         | z.t.   |
| 7      | Laura Verdonschot      |                     | z.t.   |
| 8      | Ellen Van Loy          | Telenet-Fidea Lions | z.t.   |
| 9      | Maud Kaptheijns        |                     | + 26"  |
| 10     | Jolanda Neff           |                     | + 36"  |

| Pos. | Punten | Pos. | Punten |
| ---- | ------ | ---- | ------ |
| 1    | 200    | 27   | 33     |
| 2    | 160    | 28   | 32     |
| 3    | 140    | 29   | 31     |
| 4    | 120    | 30   | 30     |
| 5    | 110    | 31   | 29     |
| 6    | 100    | 32   | 28     |
| 7    | 90     | 33   | 27     |
| 8    | 80     | 34   | 26     |
| 9    | 70     | 35   | 25     |
| 10   | 60     | 36   | 24     |
| 11   | 58     | 37   | 23     |
| 12   | 56     | 38   | 22     |
| 13   | 54     | 39   | 21     |
| 14   | 52     | 40   | 20     |
| 15   | 50     | 41   | 19     |
| 16   | 48     | 42   | 18     |
| 17   | 46     | 43   | 17     |
| 18   | 44     | 44   | 16     |
| 19   | 42     | 45   | 15     |
| 20   | 40     | 46   | 14     |
| 21   | 39     | 47   | 13     |
| 22   | 38     | 48   | 12     |
| 23   | 37     | 49   | 11     |
| 24   | 36     | 50   | 10     |
| 25   | 35     | 51-  | 5      |
| 26   | 34     |      |        |

## Prijzengeld
In onderstaande tabel vindt u de verdeling van het prijzengeld per categorie:
| Pos.   | Mannen elite | Vrouwen elite | Mannen U23 | Mannen junioren |
| ------ | ------------ | ------------- | ---------- | --------------- |
| 1.     | € 5.000      | € 2.000       | € 175      | € 150           |
| 2.     | € 3.500      | € 1.500       | € 120      | € 100           |
| 3.     | € 3.000      | € 1.000       | € 90       | € 70            |
| 4.     | € 2.700      | € 800         | € 70       | € 60            |
| 5.     | € 2.500      | € 600         | € 60       | € 50            |
| 6.     | € 2.000      | € 450         | € 50       | € 50            |
| 7.     | € 1.800      | € 450         | € 50       | € 50            |
| 8.     | € 1.600      | € 450         | € 50       | € 40            |
| 9.     | € 1.400      | € 400         | € 50       | € 40            |
| 10.    | € 1.200      | € 400         | € 50       | € 40            |
| 11.    | € 1.000      | € 300         | € 30       | € 30            |
| 12.    | € 900        | € 300         | € 30       | € 30            |
| 13.    | € 850        | € 250         | € 30       | € 30            |
| 14.    | € 800        | € 250         | € 30       | € 30            |
| 15.    | € 750        | € 250         | € 30       | € 30            |
| 16.    | € 700        | € 200         | € 20       | –               |
| 17.    | € 650        | € 200         | € 20       | –               |
| 18.    | € 600        | € 200         | € 20       | –               |
| 19.    | € 550        | € 200         | € 20       | –               |
| 20.    | € 500        | € 200         | € 20       | –               |
| 21-30  | € 450        | –             | –          | –               |
| 31-40  | € 300        | –             | –          | –               |
| Totaal | € 39.500     | € 10.400      | € 1.015    | € 800           |

2000 · 
2003 ·
2004 · 
2008 · 
2009 ·
2010 · 
2011 · 
2012 · 
2013 ·
2014 · 
2015 · 
2016 · 
2017 · 
2018 ·
2019 ·
2020 ·
2021 ·
2022 ·
2023 ·
2025 (BK)
 Jingle Cross · 
 Wereldbeker Waterloo · 
 Duinencross · 
 Denmark Cross
 Wereldbeker Zeven · 
 Citadelcross · 
 GP Eric De Vlaeminck · 
 Wereldbeker Nommay
 GP Adrie van der Poel